# Horseshoe Bend (Idaho)
Horseshoe Bend is een plaats (city) in de Amerikaanse staat Idaho, en valt bestuurlijk gezien onder Boise County.

## Demografie
Bij de volkstelling in 2000 werd het aantal inwoners vastgesteld op 770.
In 2006 is het aantal inwoners door het United States Census Bureau geschat op 824, een stijging van 54 (7,0%).

## Geografie
Volgens het United States Census Bureau beslaat de plaats een oppervlakte van
1,6 km², geheel bestaande uit land. Horseshoe Bend ligt op ongeveer 818 m boven zeeniveau.

## Plaatsen in de nabije omgeving
De onderstaande figuur toont nabijgelegen plaatsen in een straal van 32 km rond Horseshoe Bend.